# Martín Ramírez Ramírez
Martín Alonso Ramírez Ramírez (Bogotà, 8 de novembre de 1960) va ser un ciclista colombià, que fou professional entre 1984 i 1990. En el seu palmarès destaca la victòria al Dauphiné Libéré de 1984 i al Tour de l'Avenir de 1985.

## Palmarès
- 1980
  - 1r a la Volta a Colòmbia sub-23 i vencedor d'una etapa
- 1982
  - Vencedor d'una etapa de la Volta a Colòmbia
- 1983
  - Vencedor d'una etapa del Clásico RCN
- 1984
  - 1r al Dauphiné Libéré
  - Vencedor d'una etapa del Clásico RCN
- 1985
  - 1r al Tour de l'Avenir i vencedor d'una etapa
- 1990
  - Vencedor d'una etapa del Clásico RCN

### Resultats al Tour de França
- 1984. Abandona (14a etapa)
- 1986. 42è de la classificació general
- 1987: 13è de la classificació general
- 1988: Abandona (21a etapa)
- 1989: Abandona (9a etapa)

### Resultats a la Volta a Espanya
- 1985. 23è de la classificació general
- 1987. 18è de la classificació general
- 1988. 16è de la classificació general
- 1989. 12è de la classificació general
- 1990. 45è de la classificació general

### Resultats al Giro d'Itàlia
- 1986. Abandona